# Aeroportul Igiugig
Aeroportul Igiugig (IATA: IGG, ICAO: PAIG, FAA LID: IGG) este un aeroport din Alaska, Statele Unite ale Americii ce deservește zona Igiugig⁠(d). Aeroportul a fost tranzitat în 2019 de 1.246 de pasageri. A fost numit după zona deservită.
Situat la o altitudine de 27 m, aeroportul dispune de 1 pistă. Este operat de Alaska Department of Transportation & Public Facilities⁠(d).

## Infrastructură

### Piste
Aeroportul dispune de o singură pistă. Pista 05/23 are suprafața de pietriș și dimensiunile 3.000 picioare × 75 picioare. 